# رون جيريمي
رون جيريمي (بالإنجليزية: Ron Jeremy)‏ (مواليد 12 مارس 1953) هو ممثل إباحي أمريكي معتزل، صنفته مجلة إيه في إن رقم 1 ضمن قائمتها لأفضل 50 ممثل إباحي في التاريخ.

## وصلات خارجية
- رون جيريمي على موقع IMDb (الإنجليزية)
- رون جيريمي على موقع ألو سيني (الفرنسية)
- رون جيريمي على موقع ميوزك برينز (الإنجليزية)
- رون جيريمي على موقع ميوزك برينز (الإنجليزية)
- رون جيريمي على موقع أول موفي (الإنجليزية)
- رون جيريمي على موقع قاعدة بيانات الأفلام السويدية (السويدية)
- رون جيريمي على موقع إن إن دي بي (الإنجليزية)
- رون جيريمي على موقع أول ميوزيك (الإنجليزية)
- رون جيريمي على موقع ديسكوغز (الإنجليزية)
- رون جيريمي على موقع قاعدة بيانات الفيلم (الإنجليزية)